# Canberra Tennis International 2025 - Doppio maschile
Il doppio maschile del torneo di tennis professionistico Canberra Tennis International 2025, facente parte della categoria Challenger 125 nell'ambito dell'ATP Challenger Tour 2025, si è giocato dal 30 dicembre al 4 gennaio a Canberra, in Australia. Tra le coppie partecipanti erano assenti Daniel Rincón e Abedallah Shelbayh, i detentori del titolo.
In finale Ryan Seggerman e Eliot Spizzirri hanno sconfitto Pierre-Hugues Herbert e Jérôme Kym con il punteggio di 1–6, 7–5, [10–5].  

## Teste di serie
1. André Göransson /  Sem Verbeek (primo turno)
2. Matthew Romios /  Reese Stalder (primo turno)

1. Blake Ellis /  Thomas John Fancutt (primo turno)
2. Christopher Eubanks /  Mackenzie McDonald (primo turno)

## Wildcard
1. Edward Winter /  Hugh Winter (quarti di finale)

1. Hayden Jones /  Pavle Marinkov (semifinali)

## Alternate
1. Daniel Elahi Galán /  Brandon Holt (quarti di finale, ritirati)

## Tabellone

### Legenda
| - Q = Qualificato - WC = Wild card - LL = Lucky loser | - ALT = Alternate - SE = Special Exempt - PR = Protected Ranking | - w/o = Walkover - r = Ritirato - d = Squalificato |

|  | Primo turno | Primo turno                 | Primo turno                 | Primo turno                 | Primo turno |  |  | Quarti di finale | Quarti di finale        | Quarti di finale        | Quarti di finale        | Quarti di finale   |   |   | Semifinali | Semifinali                       | Semifinali              | Semifinali                     | Semifinali |   |      | Finale | Finale | Finale | Finale | Finale |  |
|  |             |                             |                             |                             |             |  |  |                  |                         |                         |                         |                    |   |   |            |                                  |                         |                                |            |   |      |        |        |        |        |        |  |
|  | 1           | A Göransson S Verbeek       | 7                           | 67                          | [7]         |  |  |                  |                         |                         |                         |                    |   |   |            |                                  |                         |                                |            |   |      |        |        |        |        |        |  |
|  |             | A Kovacevic M Krueger       | 64                          | 79                          | [10]        |  |  |                  | A Kovacevic M Krueger   | 6                       | 4                       | [10]               |   |   |            |                                  |                         |                                |            |   |      |        |        |        |        |        |  |
|  |             | Y Shimizu J Trotter         | 7                           | 4                           | [8]         |  |  |                  | J Fearnley P Harper     | 4                       | 6                       | [7]                |   |   |            |                                  |                         |                                |            |   |      |        |        |        |        |        |  |
|  |             | J Fearnley P Harper         | 64                          | 6                           | [10]        |  |  |                  |                         |                         |                         |                    |   |   |            | A Kovacevic M Krueger            | A Kovacevic M Krueger   | 1                              | 2          |   |      |        |        |        |        |        |  |
|  | 3           | B Ellis T Fancutt           | 3                           | 6                           | [7]         |  |  |                  |                         |                         | P-H Herbert J Kym       | P-H Herbert J Kym  | 6 | 6 |            |                                  |                         |                                |            |   |      |        |        |        |        |        |  |
|  | WC          | E Winter H Winter           | 6                           | 3                           | [10]        |  |  | WC               | E Winter H Winter       | 6                       | 0                       | [7]                |   |   |            |                                  |                         |                                |            |   |      |        |        |        |        |        |  |
|  |             | RA Burruchaga F Díaz Acosta | RA Burruchaga F Díaz Acosta | RA Burruchaga F Díaz Acosta |             |  |  |                  | P-H Herbert J Kym       | 3                       | 6                       | [10]               |   |   |            |                                  |                         |                                |            |   |      |        |        |        |        |        |  |
|  |             | P-H Herbert J Kym           | P-H Herbert J Kym           | P-H Herbert J Kym           | w/o         |  |  |                  |                         |                         |                         |                    |   |   |            | Pierre-Hugues Herbert Jérôme Kym | 6                       | 5                              | [5]        |   |      |        |        |        |        |        |  |
|  |             | M Bellucci H Mayot          | M Bellucci H Mayot          | M Bellucci H Mayot          |             |  |  |                  |                         |                         |                         |                    |   |   |            |                                  |                         | Ryan Seggerman Eliot Spizzirri | 1          | 7 | [10] |        |        |        |        |        |  |
|  |             | J Faria H Rocha             | J Faria H Rocha             | J Faria H Rocha             | w/o         |  |  |                  | J Faria H Rocha         | J Faria H Rocha         | J Faria H Rocha         |                    |   |   |            |                                  |                         |                                |            |   |      |        |        |        |        |        |  |
|  |             | R Seggerman E Spizzirri     | R Seggerman E Spizzirri     | 6                           | 7           |  |  |                  | R Seggerman E Spizzirri | R Seggerman E Spizzirri | R Seggerman E Spizzirri | w/o                |   |   |            |                                  |                         |                                |            |   |      |        |        |        |        |        |  |
|  | 4           | C Eubanks M McDonald        | C Eubanks M McDonald        | 4                           | 63          |  |  |                  |                         |                         |                         |                    |   |   |            | R Seggerman E Spizzirri          | R Seggerman E Spizzirri | 6                              | 6          |   |      |        |        |        |        |        |  |
|  |             | H Gaston G Onclin           | H Gaston G Onclin           | 3                           | 4           |  |  |                  |                         | WC                      | H Jones P Marinkov      | H Jones P Marinkov | 2 | 4 |            |                                  |                         |                                |            |   |      |        |        |        |        |        |  |
|  | WC          | H Jones P Marinkov          | H Jones P Marinkov          | 6                           | 6           |  |  | WC               | H Jones P Marinkov      | H Jones P Marinkov      | H Jones P Marinkov      | w/o                |   |   |            |                                  |                         |                                |            |   |      |        |        |        |        |        |  |
|  | Alt         | DE Galán B Holt             | 710                         | 2                           | [10]        |  |  | Alt              | DE Galán B Holt         | DE Galán B Holt         | DE Galán B Holt         |                    |   |   |            |                                  |                         |                                |            |   |      |        |        |        |        |        |  |
|  | 2           | M Romios R Stalder          | 68                          | 6                           | [6]         |  |  |                  |                         |                         |                         |                    |   |   |            |                                  |                         |                                |            |   |      |        |        |        |        |        |  |